# Oblivion with Bells
Oblivion with Bells es el séptimo álbum de estudio de la banda inglesa Underworld. Fue editado el 15 de octubre de 2007.

## Antecedentes y producción
En los casi 2000 días que pasaron desde el lanzamiento de A Hundred Days Off, Underworld no estuvo quieto: el dúo inglés editó trabajos en formato digital y también una antología de grandes éxitos, colaboraron nuevamente en soundtracks de películas, y se fueron de gira por todo el mundo, como sólo los grandes grupos lo pueden hacer. Así se prepararon para producir “Oblivion With Bells”, un disco sin presiones, en el que no están a la búsqueda de la fórmula secreta para hacer otro éxito como “Born Slippy Nuxx”, sino de presentar una obra que se destaque por completa y no sólo sus cortes. 
“Crocodile”, primer track del disco y primer simple, sobre una base es el único de todo el álbum que es ideal para sonar en un club –contiene remixes realizados por Pete Heller y el productor alemán de techno Oliver Huntemann- gracias a la excelente voz de Karl Hyde, navegan sobre beats y un sintetizador. En las diez pistas restantes -con “Glam Bucket” y “Boy, Boy, Boy” a la cabeza-, la dupla intentó plasmar las experiencias que le dieron estos años llenos de gigs y sus influencias musicales para crear un viaje único a lo Underworld, según sostuvieron en su MySpace.

## Repercusiones
“Oblivion With Bells tiene algo genuino para los fanes o los que recién lo conocen buscando emoción más allá que entretenimiento”. Resident Advisor
“No es una sorpresa que Oblivion With Bells sonara como el clásico Underworld”. Stylus Magazine

## Lista de canciones
| CD, Album |                                       |              |          |  |
| N.º       | Título                                | Escritor(es) | Duración |  |
| 1.        | «Crocodile»                           | Hyde, Smith  | 6:30     |  |
| 2.        | «Beautiful Burnout»                   | Hyde, Smith  | 8:09     |  |
| 3.        | «Holding the Moth»                    | Hyde, Smith  | 5:29     |  |
| 4.        | «To Heal»                             | Hyde, Smith  | 2:36     |  |
| 5.        | «Ring Road»                           | Hyde, Smith  | 4:31     |  |
| 6.        | «Glam Bucket»                         | Hyde, Smith  | 5:45     |  |
| 7.        | «Boy, Boy, Boy»                       | Hyde, Smith  | 6:05     |  |
| 8.        | «Cuddle Bunny Vs The Celtic Villages» | Hyde, Smith  | 2:22     |  |
| 9.        | «Faxed Invitation»                    | Hyde, Smith  | 4:44     |  |
| 10.       | «Good Morning Cockerel»               | Hyde, Smith  | 2:28     |  |
| 11.       | «Best Mamgu Ever»                     | Hyde, Smith  | 8:45     |  |
| 12.       | «Loads Of Birds» ('Bonus Track')      | Hyde, Smith  | 5:29     |  |